# Słubice
Słubice (česky historicky Slubice,
německy Dammvorstadt) jsou okresní město v západním Polsku v Lubušském vojvodství v okrese Słubice na řece Odře. Leží u hranice s Německem, na druhé straně řeky je německé město Frankfurt nad Odrou, jehož byly Słubice až do konce druhé světové války součástí. V roce 2021 zde žilo 16 470 obyvatel.

## Historie
Během druhé světové války byl ve městě pracovní tábor, patřící ke koncentračnímu táboru Groß-Rosen. Od roku 1945 jsou Słubice součástí Polska a od roku 1999 jsou okresním městem (powiat Słubice) v Lubušském vojvodství (v letech 1975-1998 patřilo město k vojvodství gorzowskému).

## Partnerská města
- Elektrėnai, Litva 2010
- Frankfurt nad Odrou, Německo 1975
- Heilbronn, Německo 1998
- Lebus, Německo 2003
- Šostka, Ukrajina 2008
- Tijuana, Mexiko 1998
- Yuma, USA 2000